# Gütter
Gütter ist ein Stadtteil von Burg, der Kreisstadt des Landkreises Jerichower Land in Sachsen-Anhalt. 

## Geografie und Verkehrsanbindung
Der Ort liegt östlich der Kernstadt Burg. Am südlichen Ortsrand verläuft die Landesstraße L 52, nördlich verläuft die B1. Durch den Ort fließt die Ihle.

## Bauwerke
Im örtlichen Denkmalverzeichnis ist neben der aus dem 12. Jahrhundert stammenden romanischen Dorfkirche Gütter auch eine in Fachwerkbauweise errichtete Transformatorenstation eingetragen.